# Wysoka-Merecz
Wysoka-Merecz (lit. Aukštasis Pamerkys) − wieś na Litwie, w rejonie solecznickim, 5 km na południowy wschód od Turgieli, zamieszkana przez 13 ludzi. Przed II wojną światową w Polsce, w powiecie wileńsko-trockim województwa wileńskiego.